# كارل الكسندر فون مولر
كارل الكسندر فون مولر (بالألمانية: Karl Alexander von Müller)‏ هو مؤرخ ألماني، ولد في 20 ديسمبر 1882 في ميونخ في ألمانيا، وتوفي في 13 ديسمبر 1964 في غوتآخ - إجرن في ألمانيا.

## وصلات خارجية
- كارل الكسندر فون مولر على موقع مونزينجر (الألمانية)